# تيرول إنسبروك
نادي تيرول إنسبروك لكرة القدم كان نادي كرة قدم في النمسا تأسس في 1993 وكان يقع في إنسبروك، تيرول. كان يلعب في الدوري النمساوي وفاز به 3 مرات مواسم 2000 و2001 و2002.
تم حل النادي في العام 2002 وذلك بعد إعلان إفلاسه.